# روبرت ريتشاردسون (متزحلق جبال الألب)
روبرت ريتشاردسون هو متزحلق جبال الألب كندي، ولد في 31 ديسمبر 1927، وتوفي في 12 أبريل 2004.

## وصلات خارجية
- روبرت ريتشاردسون على موقع أوليمبيديا (الإنجليزية)